# Лозова Друга
Лозова́ Друга —  село в Україні, у Дворічанській селищній громаді Куп'янського району Харківської області. Населення становить 37 осіб. До 2020 орган місцевого самоврядування — Кутьківська сільська рада.

## Географія
Село Лозова Друга знаходиться за 2 км від річки Нижня Дворічна (правий берег), поруч знаходиться балка Моначинівська, на відстані 2 км розташовані села Касянівка, Лозова Перша, Кутьківка. Через село протікає безіменна річка.

## Історія
1932 — дата заснування.
12 червня 2020 року, відповідно до Розпорядження Кабінету Міністрів України  № 725-р «Про визначення адміністративних центрів та затвердження територій територіальних громад Харківської області», увійшло до складу Дворічанської селищної громади.
19 липня 2020 року, в результаті адміністративно - територіальної реформи та ліквідації Дворічанського району, село увійшло до складу Куп'янського району Харківської області.
Село тимчасово окуповане російськими військами 24 лютого 2022 року.